# بخش پری ساوند
بخش پری ساوند (به انگلیسی: Parry Sound District) یک سکونتگاه مسکونی در کانادا است که در انتاریو واقع شده‌است.

## خصوصیات
بخش پری ساوند ۴۲٬۱۶۲ نفر جمعیت دارد.